# Jan Stachura (polityk)
Jan Stachura (ur. 13 listopada 1920 w Gorzycach pow. dąbrowski, zm. 18 czerwca 1956) – polski doker, poseł na Sejm PRL I kadencji.

## Życiorys
Z zawodu doker, pracował jako majster przeładunku portowego. Wstąpił do Polskiej Zjednoczonej Partii Robotniczej. W 1952 uzyskał mandat posła na Sejm PRL I kadencji w okręgu Szczecin, w parlamencie pracował w Komisji Komunikacji i Łączności. Zmarł w trakcie kadencji po ciężkiej chorobie.
Pochowany na cmentarzu centralnym w Szczecinie.